# Danou
Danou è un comune rurale del Mali facente parte del circondario di Bougouni, nella regione di Sikasso.